# Фараон
 Тази статия е за владетелската титла в Древен Египет.  За романа на Болеслав Прус вижте Фараон (роман).  
Фараон е титла на владетеля в Древен Египет. Фараонът носи украсената с кобра двойна корона Пшент, символ на обединението на Горен Египет (бяла корона) и Долен Египет (червена). Скиптърът и камшикът са символи на всемогъщество.
Фараонът е собственик и абсолютен господар на цялата земя. От четиригодишна възраст престолонаследниците са обучавани в четене, писане, смятане, лов, плуване и бойни и военни изкуства. Женели са се на 8 – 10 години за своя родна или природена сестра, която става велика царска съпруга. Имали са право на повече от една жена. Рамзес II е имал 162 деца.
Фараонът осъществява връзката между хората и боговете. Той е земно въплъщение на бог Хор, а след смъртта си се отъждествява с бог Озирис. Той е привилегирован да царува и след смъртта си, редом до боговете. В текстове от Старото царство се казва, че фараонът се изкачва на небето, редом до звездите. Той е главен жрец и като такъв отговаря за правилното осъществяване в храмовете на ежедневните ритуали, които гарантират благоразположението на боговете към Египет. Ако те не са доволни от даровете, могат да накажат страната с бедствия, суша, слаба реколта, болести. Но понеже е невъзможно владетелят лично да присъства по време на ритуали във всеки един храм, той назначава свои заместници – жреци.
Като главнокомандващ на армията фараонът води военни кампании срещу нашественици, както и походи в чужди територии за добиване на ценни материали: напр. злато от Нубия на юг, кедрово дърво и благовонни масла от Ливан и др. Особено важни са постоянните доставки на благовонни масла, необходими за провеждането на ежедневните ритуали.
На тридесетгодишнината от управлението си фараонът празнува своя празник Сед (Хебсед). Целта му е обновяване на силите на остаряващия фараон. По време на празника той пробягва определено разстояние и демонстрира физическите си сили. Възможно е корените на този обичай да са в далечните преддинастични времена, когато от племенния вожд се е изисквало да бъде в отлична физическа форма. В противен случай бива ритуално убит и нов вожд заема мястото му. Така празникът Сед може да се приеме за един вид демонстрация за годността на фараона да управлява страната.
На фараона помага обучен персонал: везир (министър), губернатори на провинции, царски контрольори, офицери и най-вече велики жреци. Само те могат чрез молитви и жертвоприношения да умилостивят боговете. Самият фараон ги засипва с богатства и привилегии.